# David Ndachi Tagne
Pour les articles homonymes, voir Tagne (homonymes).
David Ndachi Tagne, né le 3 mars 1958 à Ebolowa et mort le 2 octobre 2006 à Yaoundé, est un journaliste, écrivain et homme de presse camerounais.

## Biographie

### Enfance, éducation et débuts
David Ndachi Tagne est né le 3 mars 1958, à Ebolowa, à 120 km au sud de la capitale. Il est titulaire d’un doctorat en littérature africaine. Il est surnommé "Fait-tout" dès son très jeune âge car David Ndachi Tagne s'intéresse à un très grand nombre de domaines.

### Carrière
David Ndachi Tagne commence une carrière de journaliste en 1978 à Cameroon Tribune. Il y est responsable de la rubrique culturelle de 1986 à 1989 avant de devenir correspondant pour plusieurs médias (RFI, la Voix de l’Allemagne, la Radio Suisse Romande, la Voix de l’Amérique puis pour l’Agence France Presse au Cameroun).
Il est notoire pour son travail de promotion de la culture africaine et ses nombreux livres,.
En 1985, il dispense des cours de critique littéraire, de journalisme et d’édition à l’Esstic de Yaoundé.
En  1987, est né dans les débats politico-culturels au Cameroun, le concept « ethnofascisme » qui selon son concepteur exprimait « la volonté d’hégémonie d’une ethnie ».  David Ndachi Tagne publie l'ouvrage « Ethno Fascistes : la vérité du sursis » pour montrer que  « les uns et les autres dépassent les intrigues et les suspicions mortifères et s’attèlent à une tâche contraignante mais exaltante et grandiose : la construction nationale ». 
Il dirige les Editions Sopecam jusqu'en 1992 puis monte sa propre maison d'édition, les Editions du CRAC.

### Œuvres
- une étude, Roman et Réalités camerounaises, 1986.
- une pièce de théâtre, M. Handlock, Editions Clé, 1985,
- un roman, La reine captive, l’Harmattan, 1986,
- un récit, La vérité du sursis, Silex, 1987,
- une biographie, Anne Marie Nzié, voix d’or de la chanson camerounaise, Sopecam, 1990,
- un poême, Sangs mêlés, sang péché, l’Harmattan, 1992,
- une étude consacrée à Francis Bebey en 1993 et
- un ouvrage didactique, Guide du journaliste africain en environnement, CRAC, 1996.